# Vitbrynad bergtyrann
Vitbrynad bergtyrann (Ochthoeca leucophrys) är en fågel i familjen tyranner inom ordningen tättingar.

## Utseende
Vitbrynad bergtyrann är en liten tyrann med rätt lång stjärt som den ofta vippar uppåt. Kombinationen av tydligt vitt ögonbrynsstreck och genomgående grå fjäderdräkt är karakteristisk.

## Utbredning och systematik
Vitbrynad bergtyrann förekommer i Anderna från norra Peru till nordvästra Argentina. Den delas in i sex underarter med följande utbredning:
- Ochthoeca leucophrys dissors – förekommer i norra Peru (övre Marañóndalen)
- Ochthoeca leucophrys interior – förekommer i Anderna i centrala Peru (Huánuco och Pasco)
- Ochthoeca leucophrys urubambae – förekommer i Anderna i södra Peru (Junín till nordöstra Ayacucho och Cusco)
- Ochthoeca leucophrys leucometopa – förekommer i Andernas västsluttning i Peru (Ancash) till nordvästra Chile
- Ochthoeca leucophrys leucophrys – förekommer i Anderna i västra Bolivia
- Ochthoeca leucophrys tucumana – förekommer i Anderna i nordvästra Argentina (Salta till San Juan)

## Levvadssätt
Vitbrynad bergtyrann hittas i öppna och halvöppna buskmarker i Anderna. Den påträffas ofta i klippiga dalar och raviner, men även vid odlingsterasser i och kring byar. Fågeln ses vanligen enstaka eller i par, sittande tystlåtet lågt i buskage, varifrån den faller ner på marken för att fånga byten.

## Status
Arten har ett stort utbredningsområde och beståndet anses stabilt. Internationella naturvårdsunionen IUCN listar den därför som livskraftig (LC).